# Pilier hospitalier
Un pilier hospitalier était un dignitaire de l'ordre de Saint-Jean de Jérusalem qui vit le jour avec la création des langues hospitalières lors de la réforme du grand maître Guillaume de Villaret en 1301.
À Rhodes puis à Malte les chevaliers de passage sur l'île habitaient souvent dans l'Auberge de la langue à laquelle ils appartenaient. Ils élisaient, pour diriger cette auberge, un chevalier choisi parmi eux et suffisamment bien pourvu en revenus pour compléter le budget alloué par le Trésor de l'Ordre. Ce chevalier portait le titre de pilier.
La réforme des statuts de l'Ordre de 1340, attribue à chaque pilier une fonction au sein du grand conseil pour diriger l'ordre avec le grand maître mais aussi pour surveiller celui-ci. Cette fonction avec le titre de bailli conventuel comportait des responsabilités immuables :
- Grand commandeur ou grand précepteur à la langue de Provence ;
- grand maréchal à la langue d'Auvergne ;
- grand hospitalier à la langue de France ;
- grand drapier à la langue d'Espagne ;
- grand amiral à la langue d'Italie ;
- turcoplier à la langue d'Angleterre ;

en 1428 avec la création de la langue d'Allemagne :
- grand bailli à la langue d'Allemagne ;

en 1462 avec la partition de la langue d'Espagne :
- grand chancelier à la langue de Castille ;
- grand drapier à la langue d'Aragon ;

en 1784 le grand prieuré de Bavière est intégré à la langue d'Angleterre :
- turcoplier à la langue anglo-bavaroise.